# Socha svatého Jana Nepomuckého (Ústí nad Orlicí)
Barokní pískovcová socha svatého Jana Nepomuckého se nalézá v parku na malém náměstí naproti Hernychově vile v okresním městě Ústí nad Orlicí. V blízkosti sochy se nalézá novodobá mosazná fontána. Socha je od 8. 7. 2007 chráněna jako nemovitá kulturní památka ČR.

## Historie
Pískovcová socha svatého Jana Nepomuckého od neznámého autora z roku 1663 je umístěna na mladším podstavci z roku 1713. Socha je jednou z nejstarších soch dokládajících úctu k svatému Janu Nepomuckému z doby dlouho před jeho svatořečením. 
Původně až do roku 1950 socha stávala na Svatojánském náměstí, kdy při rozšiřování vozovky byla odstraněna a přemístěna do lapidária na starý hřbitov u kostela Nanebevzetí Panny Marie. Zde byla provizorně uložena do roku 2009, kdy byla nákladně restaurována a pak v roce 2010 postavena na dnešní místo. Jde o nejstarší dochovanou sochu ve městě.

## Popis
Na dvou pískovcových schodech v malém parčíku se nalézá nízký hranolový podstavec nahoře ozdobený profilováním. Na jeho čelní straně je vytesán nápis: „PATRONO REGNI, STA PIA / UNDE COLUMNA JOANNI= / IS COLUMEN PATRIAE/ DELIC EFP ESSL SVAE . 1713“.
Na podstavci stojí pilíř zakončený nahoře konkávně vzepjatou profilovanou římsou. Na čelní straně pilíře je vytesán reliéf atributu svatého Jana Nepomuckého - jazyk ve svatozáři. Na zadní straně pilíře je vytesán český nápis: „... 322 / SLAVNY PATRONE / Z NEPOMUKU JENE / LÁSKY PAS ..LI= / ... CHRAŇ NAS WEZDEJ- / SI ZLOBY / A PO NYNĚJŚÍ / STRASTI / PROVOĎ SLABÉ K / NEBES WLASTI / 1855“.
Na římse pilíře stojí na nízkém podstavci s vročením 1663 socha světce v mírně podživotní velikosti oděného v tradičním kanovnickém oděvu. V pravé ruce drží krucifix opřený o rameno, v levici drží palmovou ratolest. Kolem vousaté hlavy s biretem má zlacenou svatozář s pěti šesticípými hvězdami.

## Galerie

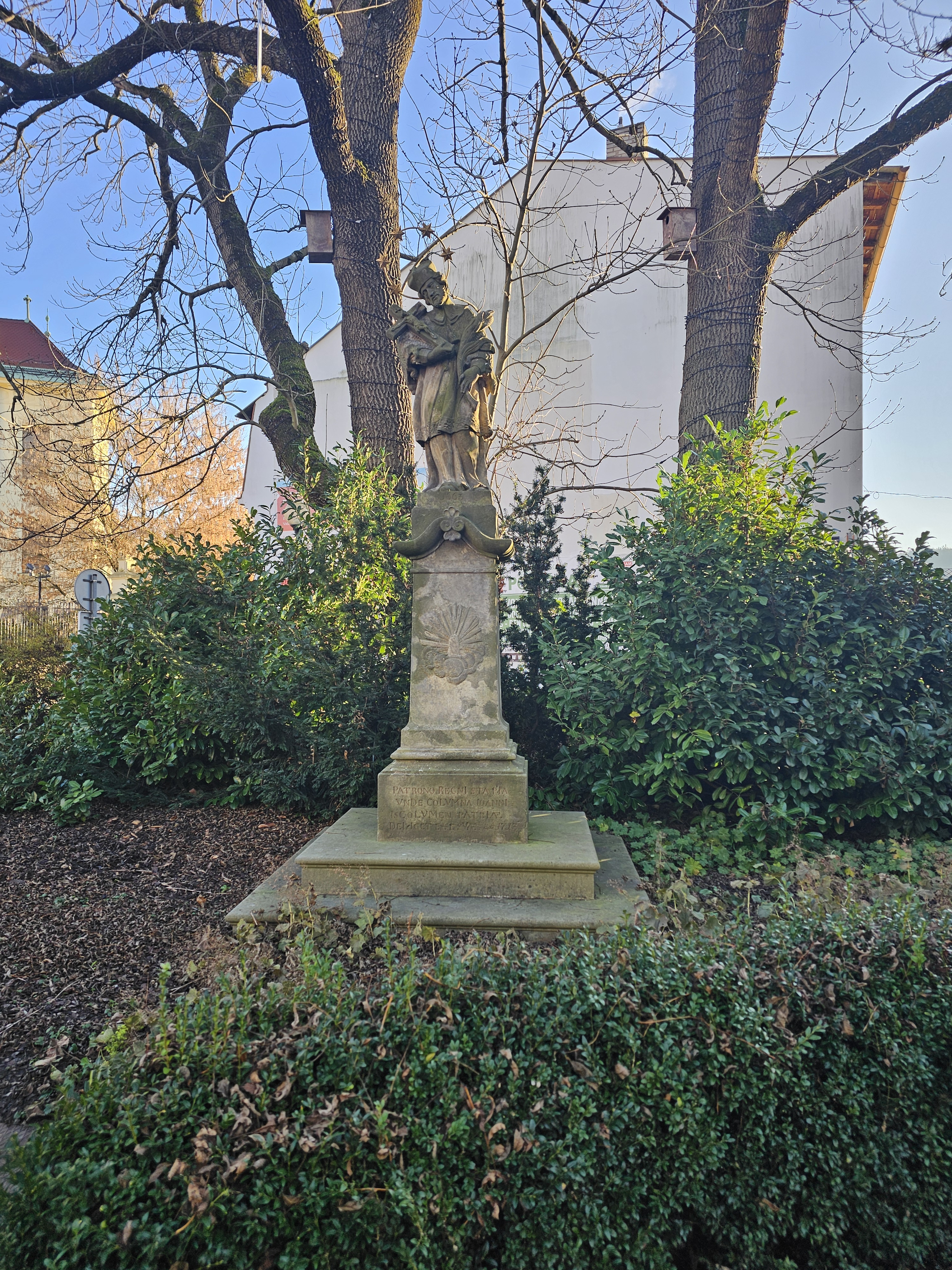
Socha svatého Jana Nepomuckého v Ústí nad Orlicí
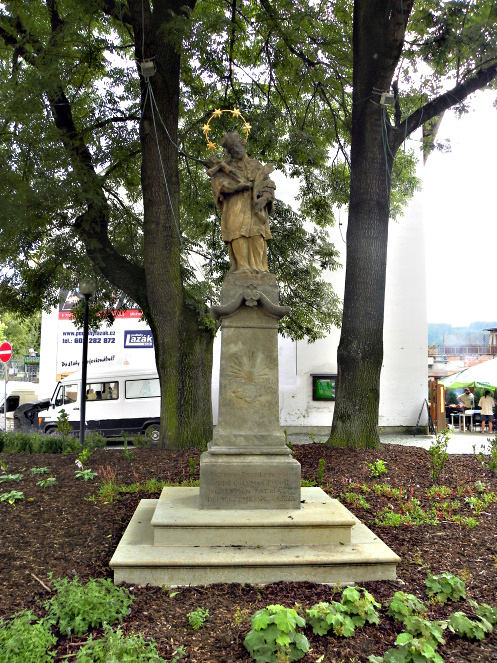
Socha svatého Jana Nepomuckého v Ústí nad Orlicí